# Gilliot & Roelants Tegelmuseum

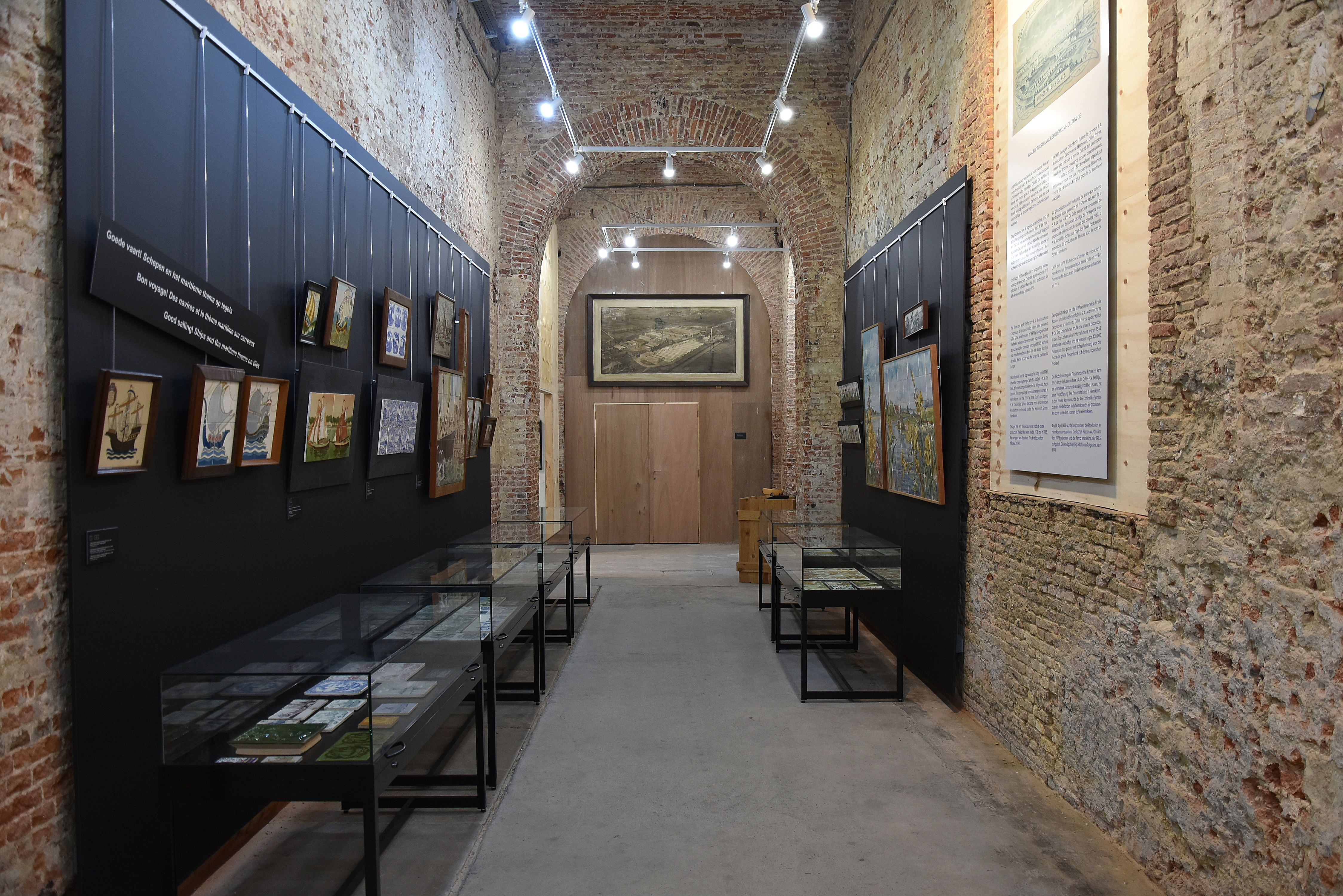
Gilliot & Roelants Tegelmuseum

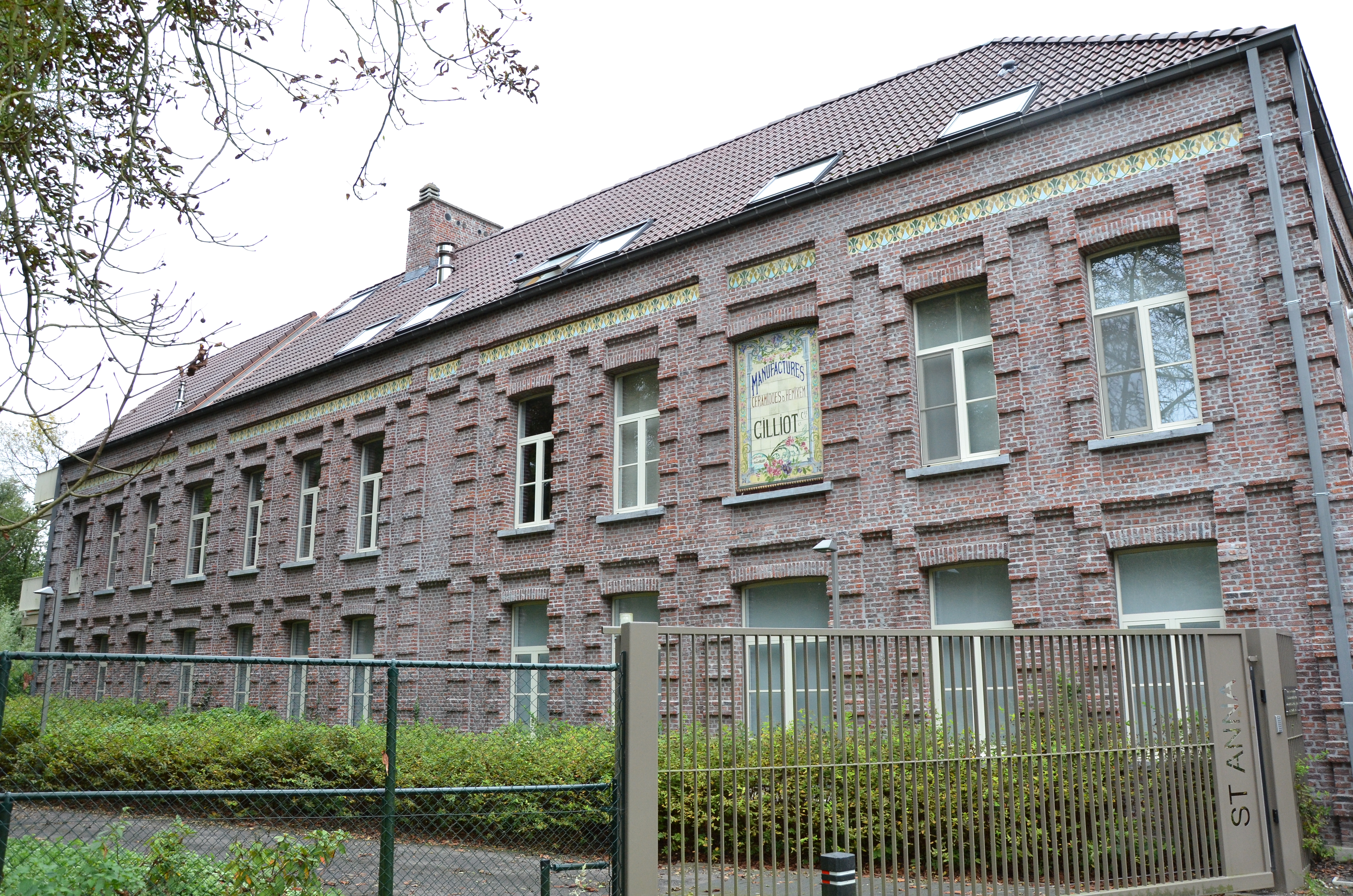
Het voormalig kantoorgebouw

Het Gilliot & Roelants Tegelmuseum is een museum in de Belgische gemeente Hemiksem. Het museum houdt de herinnering levend aan de tegelfabriek, gesticht in 1898 als S.A. Manufactures Céramiques d’Hemixem Gilliot et Cie. De fabriek was lang de grootste tegelproducent van Europa en voerde uit naar alle continenten. Ze was gevestigd vlak bij de Sint-Bernardusabdij. Veel van de ontwerpen zijn van de hand van Joseph Roelants.

## De fabriek
Tussen 1840 en 1940 produceerden ongeveer dertig fabrieken in België tegels die tot in Latijns-Amerika werden uitgevoerd. Een belangrijke fabrikant was Gilliot & Cie, met als belangrijkste ontwerper Joseph Roelants. Het bedrijf telde in 1911 1.588 werknemers, waaronder ook veel vrouwen. Op het hoogtepunt van de activiteiten verlieten elke dag 450.000 tegels het bedrijf. Op de wereldtentoonstellingen van Brussel in 1935 en 1958 had Gilliot & Roelants een eigen bescheiden paviljoen. Gilliot & Cie was jarenlang de grootste tegelfabrikant op het Europees vasteland.
Einde 1968 kwamen de meerderheidsaandelen in handen van de Koninklijke Sphinx uit Maastricht. Stijgende verliezen in 1974 van dit bedrijf leidden tot een overname door het Britse papierconcern Reed International Ltd. De beslissing om de activiteiten in Hemiksem stop te zetten kwam er op 19 april 1977.
De activiteiten stopten in 1978.

## Het museum
Het heemkundig museum Gilliot & Roelants vond er in 1988 onderdak, in het refectorium en de kapittelzaal van de abdij. Dat gebeurde tien jaar na de stopzetting van de productie. De ontwerpen van Roelants zijn prominent aanwezig. Het museum toont het hele productieproces, met onder meer de tegelpers, breekmolen, mallen en de keramische bakovens, en het resultaat. Er is ook mozaïek en faience te zien.
In het museum is de collectie Roberto Pozzo ondergebracht, een schenking van deze verzamelaar aan de Koning Boudewijnstichting. Het park (zie afbeelding), dat begin 2019 werd aangekocht en in bruikleen gegeven door de Koning Boudewijnstichting, is prominent aanwezig in het museum.

## Galerij

De collectie
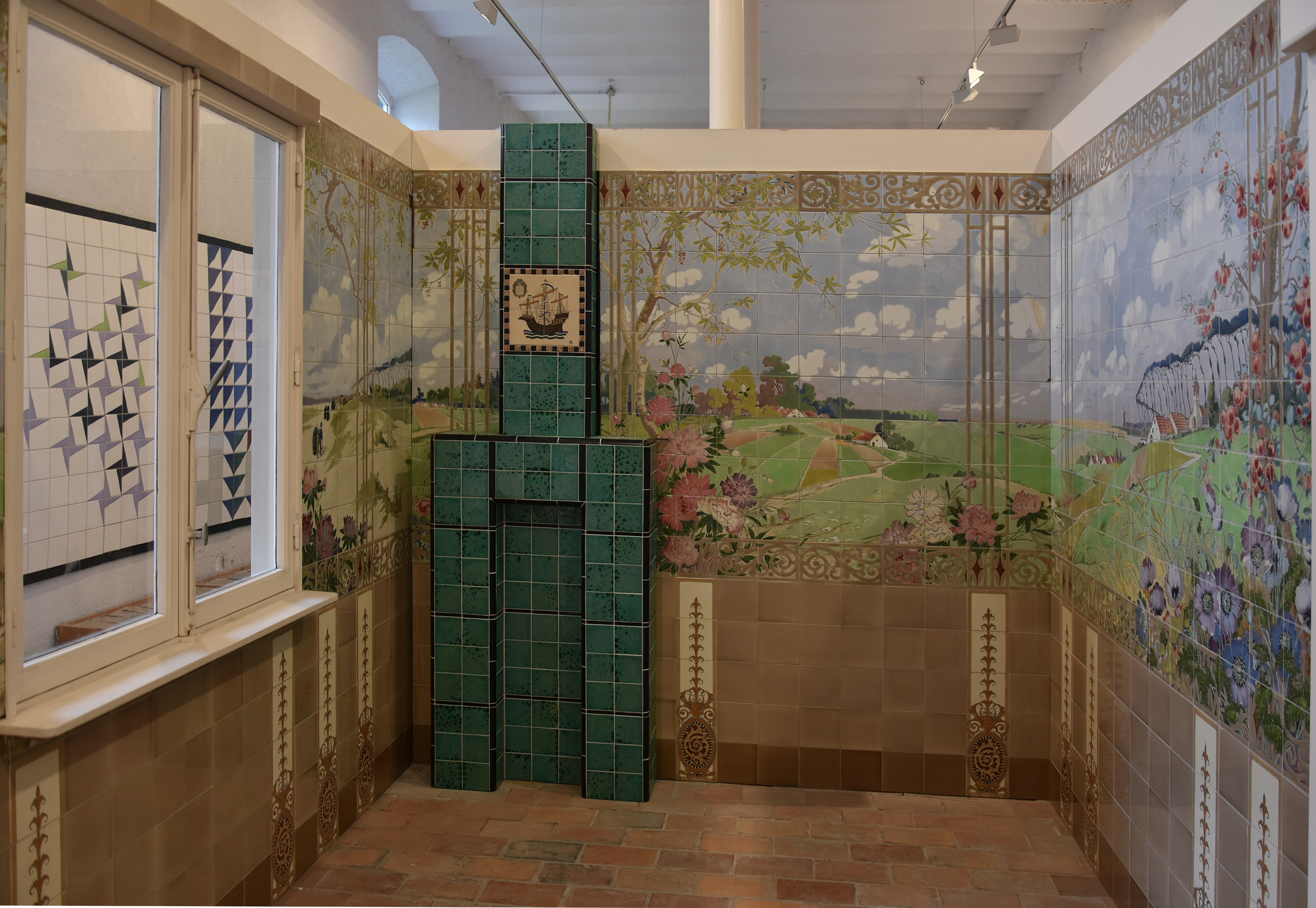
Betegelde tuinkamer
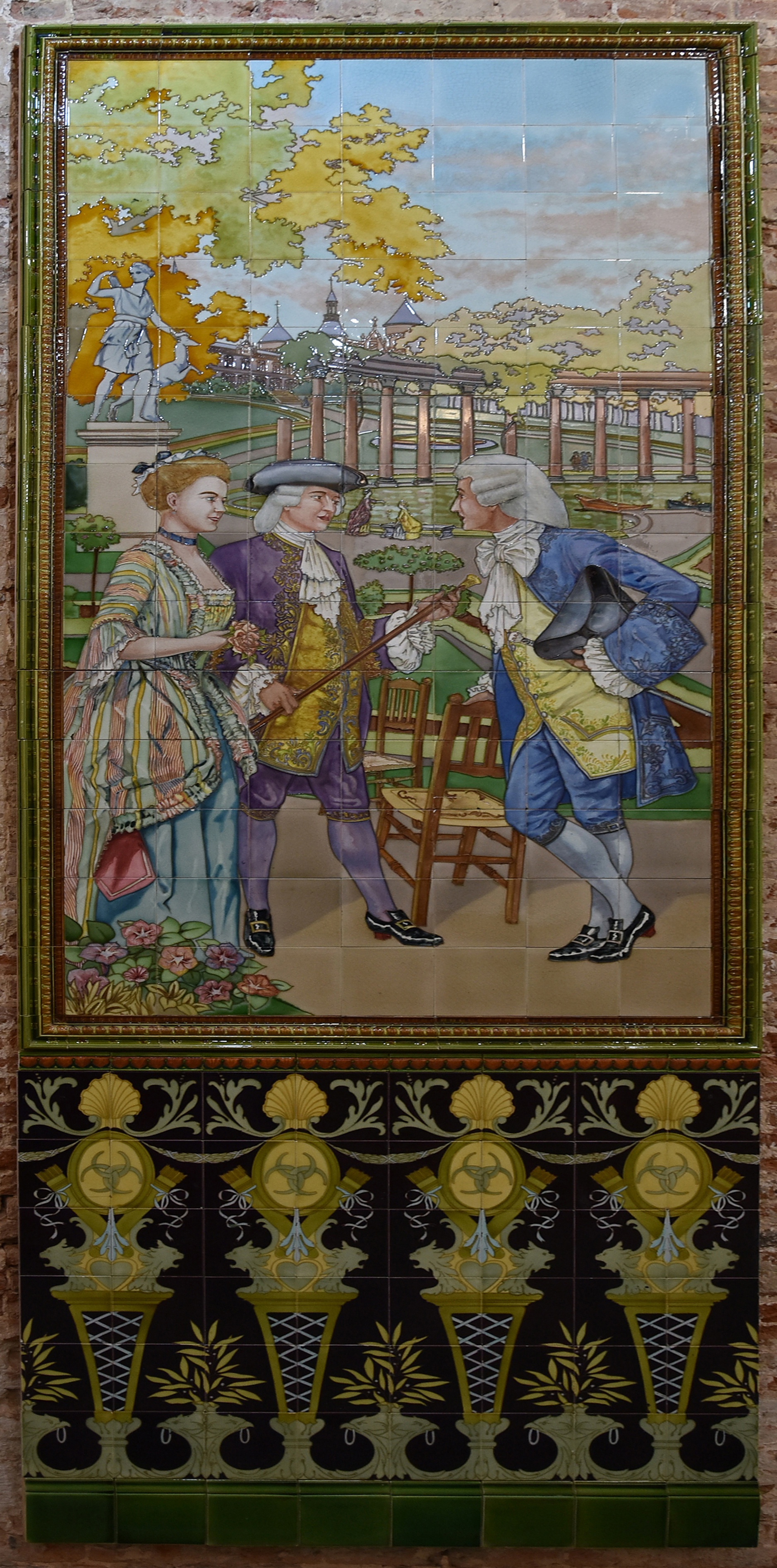
Het park ontwerp H. Bonnerot
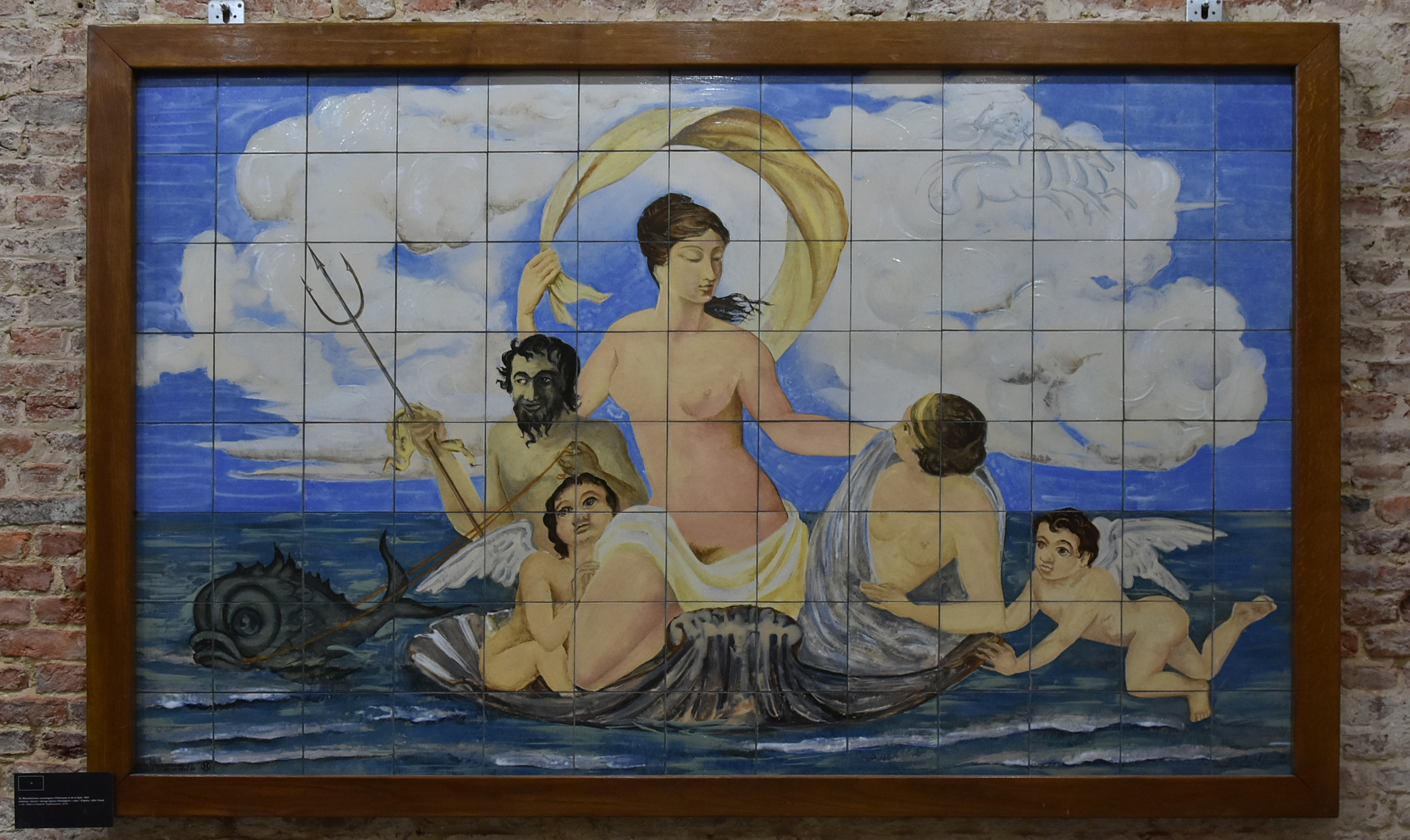
Ontwerp Ignace Verwilghen
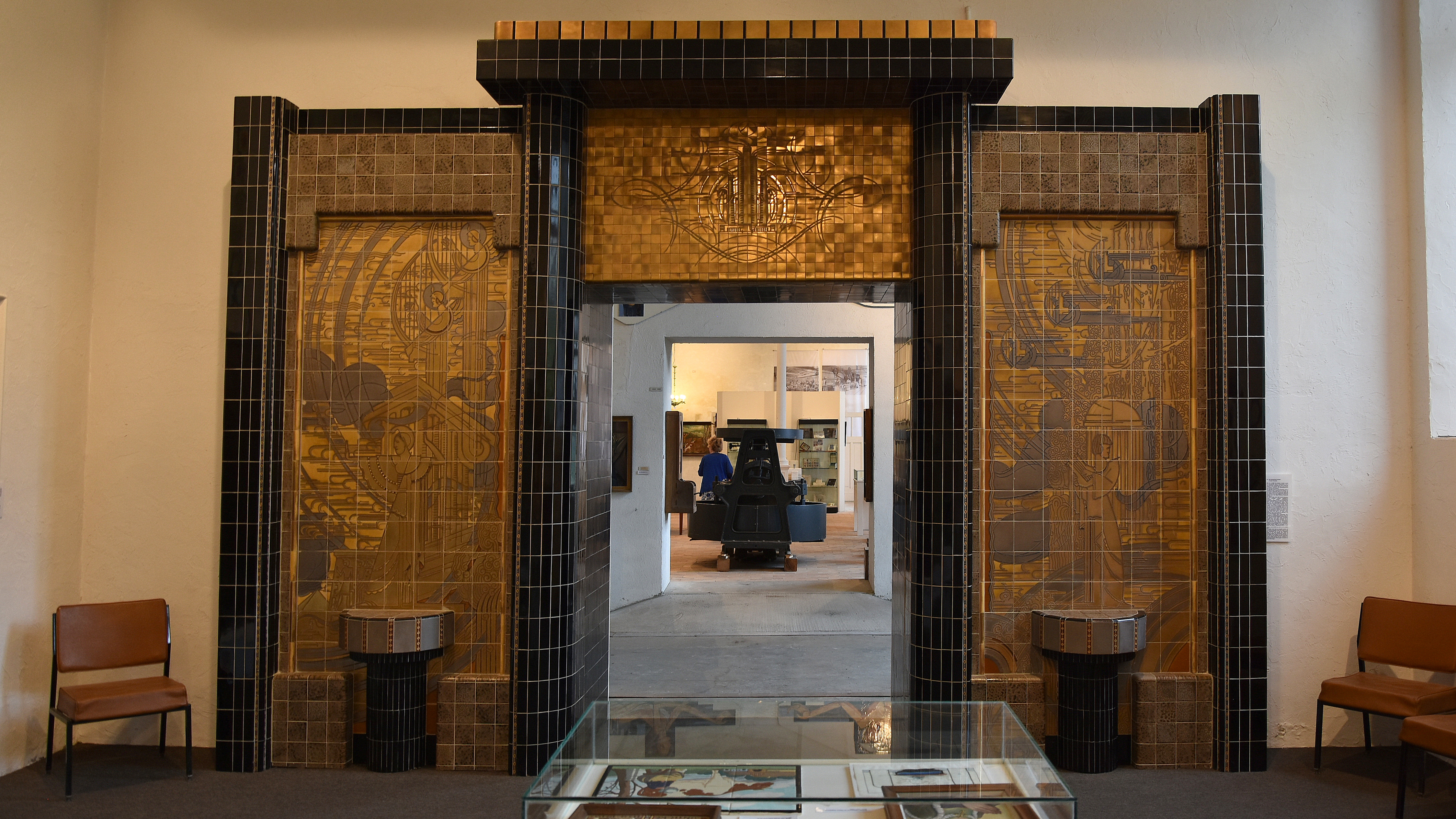
De exotische poort ontwerp Joseph Roelants
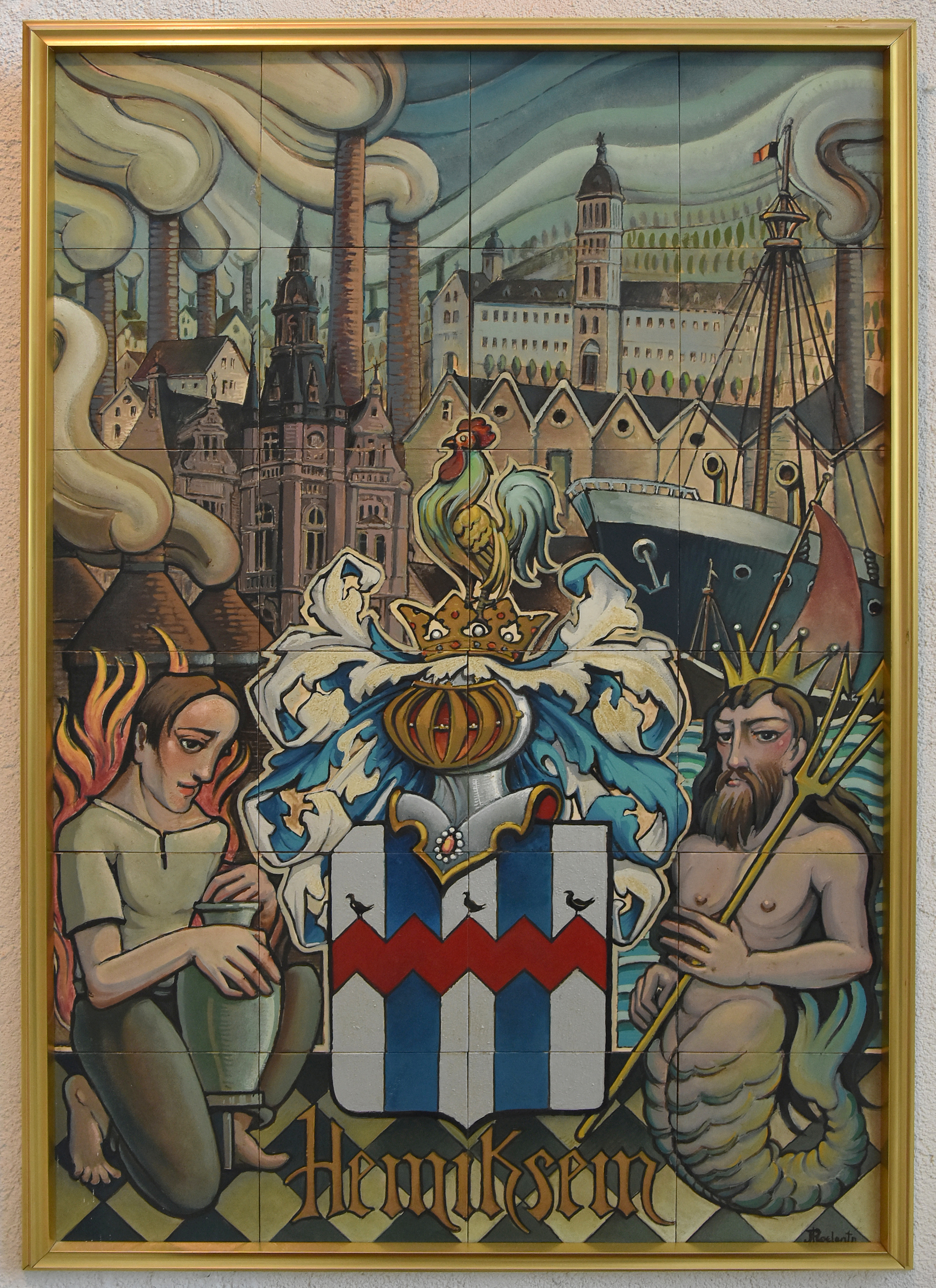
Hemiksem ontwerp Joseph Roelants
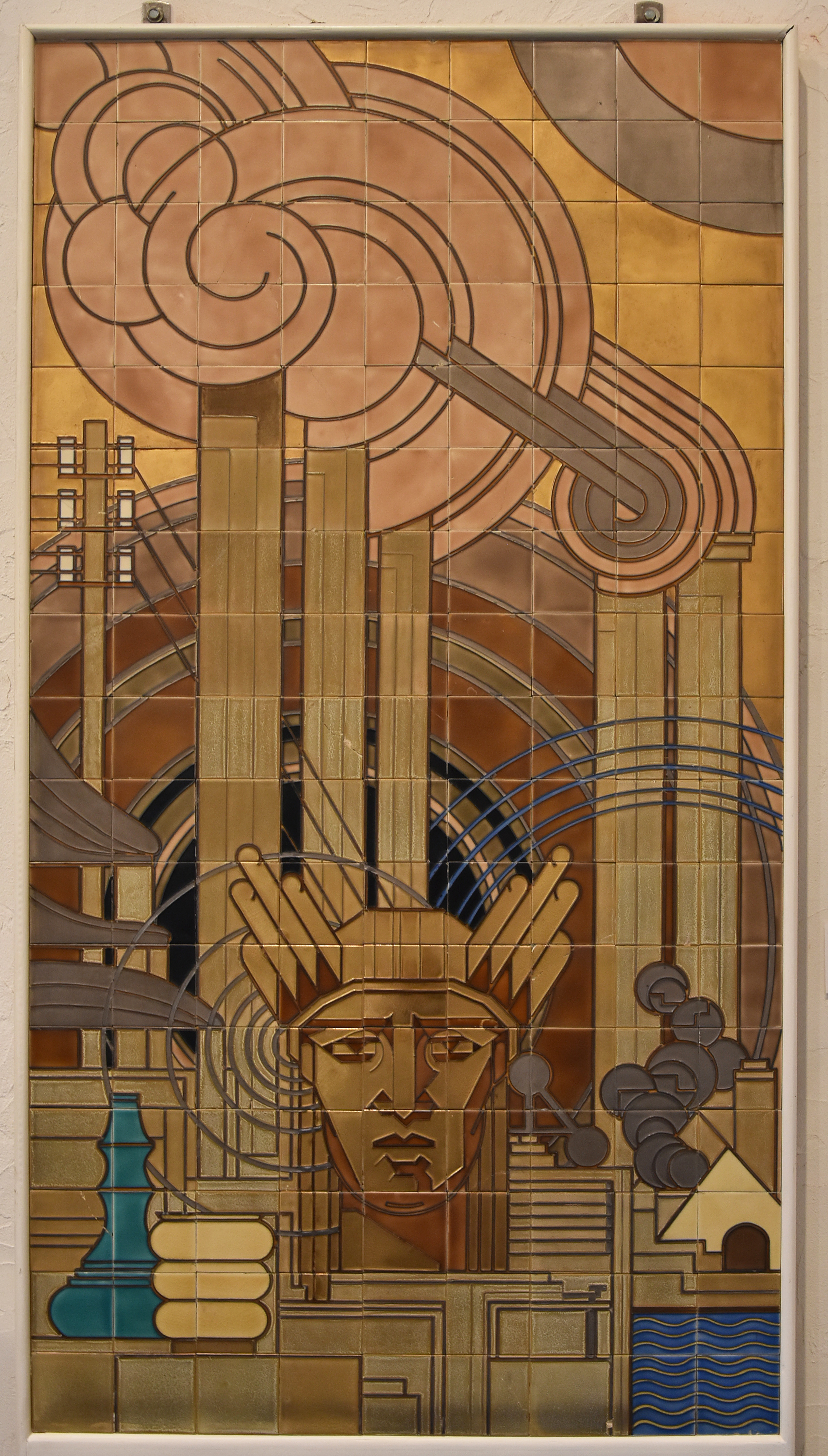
Mercurius ontwerp Joseph Roelants